# Leipsic (Delaware)
Pour les articles homonymes, voir Leipsic.
La ville de Leipsic est située dans le comté de Kent, dans l’État du Delaware, aux États-Unis. Sa population s’élevait à 183 habitants lors du recensement de 2010, estimée à 196 habitants en 2016.

## Démographie
| 1880 | 1890 | 1900 | 1910 | 1920 | 1930 |
| ---- | ---- | ---- | ---- | ---- | ---- |
| 407  | 355  | 305  | 271  | 244  | 254  |

| 1940 | 1950 | 1960 | 1970 | 1980 | 1990 |
| ---- | ---- | ---- | ---- | ---- | ---- |
| 210  | 253  | 281  | 247  | 228  | 236  |

| 2000 | 2010 | - | - | - | - |
| ---- | ---- | - | - | - | - |
| 203  | 183  | - | - | - | - |

## Source
- (en) Cet article est partiellement ou en totalité issu de l’article de Wikipédia en anglais intitulé « Leipsic, Delaware » (voir la liste des auteurs).